# Ray (ścieżka dźwiękowa)
Ray to ścieżka dźwiękowa biograficznego filmu Ray. Muzyka została skomponowana przez Craiga Armstronga.
Album otrzymał nagrodę Grammy, a także był nominowany do nagrody BAFTA.

## Lista utworów
1. „Mess Around” - 2:41
2. „I Got a Woman” - 2:52
3. „Hallelujah, I Love Her So” - 3:05
4. „Drown in My Own Tears” - 3:21
5. „Night Time Is the Right Time” - 3:24
6. „Mary Ann” - 2:47
7. „Hard Times (No One Knows Better Than I)” - 2:55
8. „What'd I Say” - 4:38
9. „Georgia on My Mind” - 3:39
10. „Hit the Road Jack” - 2:00
11. „Unchain My Heart” - 2:50
12. „I Can't Stop Loving You” (na żywo)
13. „Born to Lose” - 3:15
14. „Bye Bye, Love” - 2:11
15. „You Don't Know Me” - 3:16
16. „Let The Good Times Roll” - 2:48
17. „Georgia on My Mind” (na żywo) – 5:30